# つまさきおとしと私
『つまさきおとしと私』（つまさきおとしとわたし）は、ツナミノユウによる日本の漫画作品。『ITAN』×ねとらぼにより企画された作品で、ねとらぼにて2014年5月25日から2016年まで週刊ペースで連載。短編漫画で、全2巻・全108話。つまさきおとし（靴の爪先を切る架空の妖怪 ）と少女・長妻咲との交流を描いたストーリー。略称は「つまわた」。

## 主な登場人物
つまさきおとし
主人公。靴の余った爪先を切り落とすことで知られる妖怪。咲には「とし君」と呼ばれている。爪先を切り落とす事に意味などなかったが、咲と関わったことでその意識にブレが生じることとなる。稀に動物から認知される事がある。
長妻咲
もう1人の主人公であり、中学校に通う13歳の少女。彼女の目にはつまさきおとしの姿が見える(テレビに映った姿も見える)。初めはつまさきおとしに興味を示す程度であったが、徐々に狂気を帯びるほどの愛情と独占欲を持ち始める。その結果、数々の異常な行動を行うようになり、それが原因で人間を辞めることになる。つまさきおとし以外に相対する時は、基本的に内気で引っ込み思案である。
桐杉府かづ芽
咲の担任教師。身長179cmで肩幅が広く大柄である事がコンプレックス。自身もかつては咲と同様に、自分にしか見えない妖怪「つばめくり」を認知していたが、一度無視してから見えなくなってしまった。鬱陶しがる咲と根気よく関係を築き上げていく中で、咲も徐々に心を開いてくる。

## 反響
単行本第1巻発売前には累計リツイート数が1万を超え、話題となる。連載中には「とし君いない説」などを予想する読者もいた。物語が終盤の展開を迎えていくにつれ、インターネット上では盛り上がりを見せ、Twitterでは累計2万リツイートを超える反響を見せた。連載中にこれほどの反響があったのは、ツナミノの漫画家人生で初めてのことであった。

## 制作背景

### キャラクターについて
「つまさきおとし」は実在しない妖怪である。執筆から10年前、ツナミノは「つまさきおとし」という架空の妖怪を思いついた。「目がぼやっと光った感じで不気味」なつまさきおとしのスケッチを描き、pixivに投稿。それが本作に「とし君」として登場している。見た目は当時より少し可愛くなったが、ほぼ変わっていない。
咲はツナミノの漫画に頻繁に登場する「粘着質のキャラクターの核の部分を肥大化」させ、「授かったという感覚」で誕生した。ツナミノは漫画制作の際、「キャラクターが勝手に動き出す」ことはあまりないが、本作の咲においては「シチュエーションだけ与えておけば一人で勝手に暴れてくれる」ため、話の半分ほどは咲が勝手に話を作ってくれたという。咲が「怖い」と読者から反応があったが、ツナミノとしては前述の理由により「すごく良い子」であった。ただ私服回においては、プロットに「私服がヤバイ」とあったため、「咲らしくてヤバイ服」を構想することにとても苦労している。
脇役に力が入れられている理由は、「モブはすごく大事」だと考えているツナミノが「モブのリアクションの方が描きたくて、そこに主人公を連れてきてる」ように描いているからである。

### 作品について
本作はオノマトペにより、咲の異常行動や異様さを増幅させている。オノマトペが多く登場する理由について、ツナミノが過去にアシスタントをしていた石黒正数からの影響によるものである。石黒の漫画には変わったオノマトペが登場するため、ツナミノも工夫が必要であると考えており、「絶対適当に流さないように」している。

### ストーリーについて
ツナミノは本作を「ラブコメ」のつもりで描いている。ツナミノによると、はじめから最終回の展開を構想していたわけではない。「絶対に2人を幸せにする」ことだけは決められていた。本作の後半、特に第62話の「観覧車でデートする話」の辺りからラブコメな展開やしっとりした話を執筆したことにより、ツナミノは最終回に悩んでいた。としの姿が見えなくなり、寂しいながらも別れるという最終回も構想したが、本作らしさを考慮したところ、「考えられる中で一番飛距離のある終わり方」になっている。「とし君いない説」をバッドエンド、「さみしいけどお別れ」をグッドエンドとすると、本作の最終回は「真エンディング」であるとツナミノは語っている。

## 書誌情報
- ツナミノユウ『つまさきおとしと私』講談社〈KCx〉、全2巻
  1. 2015年7月23日発売[3][5]、ISBN 978-4-06-380780-6
  2. 2016年9月7日発売[1]、ISBN 978-4-06-380875-9

第1巻の帯には鈴木おさむからのコメントが寄せられている。